# Romeo Benetti
Romeo Benetti (Albaredo d'Adige, 1945. szeptember 20. –) válogatott olasz labdarúgó, középpályás, edző.

## Pályafutása

### Klubcsapatban
Az 1963–64-es idényben mutatkozott be a Bolzano első csapatában. A következő idényben a Siena, majd két szezonon át a Taranto labdarúgója volt. Az 1967–68-as idényben a Palermo csapatával megnyerte a másodosztályú bajnokságot. Az élvonalban az 1968–69-es idényben mutatkozott be a Juventusban. A következő szezonban a Sampdoria középpályása volt. 1970 és 1976 között az AC Milan labdarúgója volt, ahol két olasz kupa- és egy KEK-győzelmet ért el a csapattal. 1976-ban visszatért a Juventushoz, ahol kétszeres olasz bajnok, egyszeres olasz kupa- és UEFA-kupa-győztes lett a csapattal. 1979 és 1981 között az AS Roma játékosa volt, ahol mind a két idényben tagja volt az olaszkupa-győztes csapatnak. 1981-ben itt vonult vissza az aktív labdarúgástól.

### A válogatottban
1971 és 1980 között 55 alkalommal szerepelt az olasz válogatottban és két gólt szerzett. Részt vett az 1974-es világbajnokságon. Tagja volt az 1978-as világbajnoki és az 1980-as Európa-bajnoki negyedik helyezett csapatnak.

### Edzőként
Visszavonulása után utolsó klubjánál az AS Roma együttesének az ifjúsági csapatnak lett a vezetőedzője. Az 1983–84-es idényben bajnok lett a korosztályos csapattal. A következő idényben a  Cavese, az 1986–87-es idényben a Carrarese szakmai munkáját irányította.

## Sikerei, díjai

### Játékosként
Olaszország
- Világbajnokság
  - 4.: 1978, Argentína
- Európa-bajnokság
  - 4.: 1980, Olaszország

 Palermo
- Olasz bajnokság (Serie B)
  - bajnok: 1967–68

 AC Milan
- Olasz bajnokság (Serie A)
  - 2.: 1970–71, 1971–72, 1972–73
- Olasz kupa (Coppa Italia)
  - győztes: 1972, 1973
  - döntős: 1971, 1975
- Kupagyőztesek Európa-kupája (KEK)
  - győztes: 1972–73
  - döntős: 1973–74
- UEFA-szuperkupa
  - döntős: 1973

 Juventus
- Olasz bajnokság (Serie A)
  - bajnok: 1976–77, 1977–78
- Olasz kupa (Coppa Italia)
  - győztes: 1979
- UEFA-kupa
  - győztes: 1976–77

 AS Roma
- Olasz bajnokság (Serie A)
  - 2.: 1980–81
- Olasz kupa (Coppa Italia)
  - győztes: 1980, 1981

### Edzőként
AS Roma
- Olasz ifjúsági bajnokság (Campionato Primavera)
  - bajnok: 1983–84